# 란트슈트라세
란트슈트라세(독일어: Landstraße)는 오스트리아 빈의 제 3구역이다.